# نمادگذاری اندیس دوگانه
در مهندسی، نمادگذاری اندیس-دوگانه (به انگلیسی: Double subscript notation)، نمادگذاری است که برای نشان دادن یک متغیر بین دو نقطه (هر نقطه با یکی از آن اندیس‌ها نشان داده می‌شود) استفاده می‌شود. در الکترونیک، علامت معمولاً برای نشان دادن جهت جریان یا ولتاژ استفاده می‌شود، در حالی که در مهندسی مکانیک گاهی برای توصیف نیرو یا تنش بین دو نقطه، و گاهی اوقات حتی یک قطعه که بین دو نقطه قرار دارد (مانند یک میله در یک پل یا خرپا) استفاده می‌شود. توجه داشته باشید که، اگرچه موارد زیادی وجود دارد که از چندین اندیس استفاده می‌شود، اما لزوماً به‌طور خاص به آن‌ها نمادگذاری اندیس دوگانه گفته نمی‌شود.

## استفاده الکترونیکی
استاندارد IEEE 255-1963، «نمادهای حروف برای قطعات نیم‌رسانا»، یازده نماد کمیت اصلی را که به صورت مخفف بیان می‌شوند، تعریف می‌کند.
| نماد | کیفیت           |
| ---- | --------------- |
| A    | آند             |
| AV   | میانگین         |
| B    | بیس             |
| C    | کلکتور          |
| E    | امیتر           |
| G    | گیت             |
| J    | پایانه نیم‌رسانا |
| K    | کاتد            |
| M    | بیشینه          |
| Min  | کمینه           |
| X    | گره (یک مدار)   |

این اساس یک قرارداد برای استاندارد کردن دستورالعمل‌های نمادگذاری اندیس دوگانه است. در زیر از ترانزیستورها به عنوان مثال استفاده می‌شود، اما نحوه خواندن جهت را به‌طور کلی نشان می‌دهد. قرارداد به این صورت عمل می‌کند:
{\displaystyle V_{\mathrm {CB} }\ } نشان دهنده ولتاژ C تا B است. در این مورد، C نشان دهنده پایهٔ کلکتور یک ترانزیستور، و B نشان دهنده پایهٔ بیس همان ترانزیستور است. این همان چیزی است که می‌گوییم «افت ولتاژ از C به B»، اگرچه این تعاریف استاندارد حروف C و B را اعمال می‌کند. این قرارداد سازگار با IEC 60050-121 است.
{\displaystyle I_{\mathrm {CE} }\ } به نوبه خود جریان از C به E را نشان می‌دهد. در این مورد، C دوباره نشان دهنده پایهٔ کلکتور ترانزیستور است و E نشان دهنده پایهٔ امیتر ترانزیستور است. این مانند گفتن «جریان در جهت حرکت از C به E» است.
پایه‌های منبع تغذیه در مدارهای مجتمع از حروف یکسانی برای تعیین نوع ولتاژی که پایه دریافت می‌کند استفاده می‌کنند. به عنوان مثال، یک ورودی منبع با برچسب VCC یک ورودی مثبت خواهد بود که احتمالاً به پایه کلکتور یک ترانزیستور BJT در مدار و به ترتیب با سایر حروف اندیس‌شده متصل می‌شود. فرمت مورد استفاده مانند نمادهایی است که در بالا توضیح داده شد، هرچند بدون مفهوم VCC به معنای ولتاژ از پایه کلکتور به پایه کلکتور است. تکرار از سردرگمی جلوگیری می‌کند زیرا چنین عبارتی وجود نخواهد داشت.
جدول بالا فقط حروف اصلی را نشان می‌دهد. دیگران راه خود را در طول زمان پیدا کرده‌اند، مانند S و D به ترتیب برای سورس و درین یک FET است.